# Johan Støa
Johan Hostvet Støa (ur. 13 czerwca 1900 w Hønefoss, zm. 29 października 1991 w Drammen) – norweski lekkoatleta, biegacz narciarski, kolarz i skoczek narciarski.

## Lata młodości
W dzieciństwie grał w piłkę nożną w klubie Fossekallen, a także okazjonalnie uprawiał boks. W 1923 przeprowadził się do Drammen, gdzie został zatrudniony w warsztacie kolejowym.

## Kariera sportowa
W 1924 został mistrzem Norwegii w biegu na 10 000 metrów z czasem 33:30,6. Niespełna rok później został mistrzem kraju w biegu przełajowym z czasem 42:47. W 1926 uhonorowano go nagrodą Egebergs Ærespris. W 1927 został mistrzem kraju w biegach narciarskich na dystansie 30 km. W 1928 wystartował zarówno na zimowych, jak i letnich igrzyskach olimpijskich. Na zimowych wystąpił w biegu narciarskim na 50 km. Uplasował się w nim na 8. pozycji z czasem 5:25:30, natomiast na letnich wziął udział w maratonie, w którym z czasem 2:54:15 (najlepszy w karierze wynik w biegu maratońskim) zajął 36. miejsce. W 1933 wystartował w wyścigu pieszym z Trondheim do Oslo (ok. 390 km). Pokonał trasę w rekordowym czasie 4 dni, 21 godzin i 3 minuty. W 1935 pobił rekord trasy rowerowej, przejeżdżając ją w 22 godziny. W latach 1973–1977 przebiegł z Kirkenes do Kristiansund w trzech etapach, po czym zakończył karierę.